# プライムツリー赤池
- セブン&アイ・ホールディングス
  - イトーヨーカ堂 > アリオ > プライムツリー赤池
  - セブン&アイ・クリエイトリンク > アリオ > プライムツリー赤池

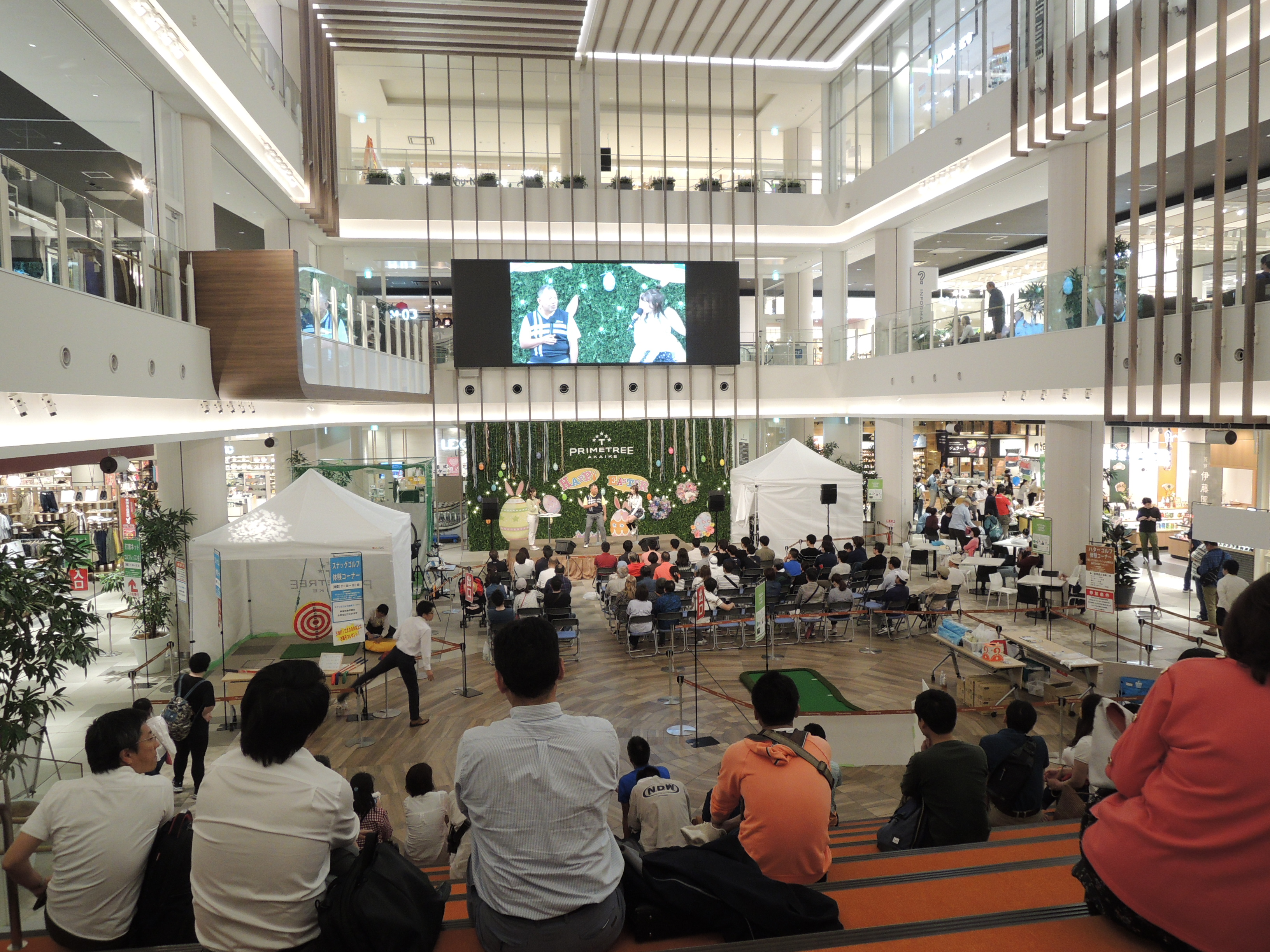
1階 プライムホール（2019年（令和元年）5月5日撮影）

プライムツリー赤池（プライムツリーあかいけ）は、愛知県日進市赤池町にある、セブン&アイ・ホールディングス傘下のセブン&アイ・クリエイトリンクが運営する複合商業施設である。2017年（平成29年）11月22日プレオープン、11月24日グランドオープン。

## 概要
名古屋市営地下鉄鶴舞線・名鉄豊田線 赤池駅前の土地区画整理事業「STATION CITY 日進赤池ヒルズ」の一環として2017年（平成29年）11月24日に開店。同年11月22日から2日間、地域住民向けにプレオープンした。
東海地方初のセブン&アイ・ホールディングスグループのショッピングセンターである。テナント数は約180を数える。セブン&アイ・クリエイトリンクが運営する商業施設に「アリオ」があり、計画当初は仮称で「アリオ日進赤池」となる予定であった。
1階に「プライムホール」と称する大型モニターを備えた屋内イベントスペースがあり、各種展示会やイベント、ミニライブなどに活用されている。
エレベーター・エスカレーターは、共に東芝製で15台+26台の合計41基を導入。(東芝の公式サイトに掲載されている。)

## テナント
イトーヨーカドー赤池店を核店舗として約180の専門店が入居。

### 主なテナント
出店店舗全店の一覧・詳細情報は公式サイト「ショップリスト」を参照。

### フロア構成
- B1階：地下駐車場
- 1F：フードマルシェ&ライフスタイルのフロア
- 2F：レストラン街&トレンドファッションのフロア
- 3F：ファミリーライフ＆フードラウンジのフロア
- 4F：屋内駐車場
- RF：屋上駐車場

## TOHOシネマズ赤池
プライムツリー赤池の4階駐車場内に所在する駐車場直結型シネマコンプレックスで、愛知県内としては2005年（平成17年）12月8日開業の「TOHOシネマズ津島」（ヨシヅヤ津島本店内）以来12年ぶり、5サイト目となるTOHOシネマズ運営の映画館である。
10スクリーンで総座席数は1,764席（車椅子用20席を含む）。そのうちスクリーン5にはTCX（TOHO CINEMAS LARGE SCREEN）とドルビーアトモスを導入している。過去にはスクリーン7にMX4Dを導入していたが、そちらは2024年1月17日に廃止された。2025年7月18日にIMAXレーザーが導入された。
日進市では、町制時代の1960年代に「日進東映」、市制施行をまたいだ1990年代にドライブインシアター「くるま座」がかつて存在していた。
| No. | 座席数 | 座席数 | Size(m) | Size(m) | 備考              |
| No. | 通常   | 車椅子 | 縦      | 横      | 備考              |
| --- | ------ | ------ | ------- | ------- | ----------------- |
| 1   | 254    | 2      | 5.5     | 12.8    |                   |
| 2   | 95     | 2      | 3.6     | 8.4     |                   |
| 3   | 95     | 2      | 3.6     | 8.4     |                   |
| 4   | 119    | 2      | 4.2     | 9.9     |                   |
| 5   | 323    | 2      | 7.2     | 16.9    | TCX / Dolby Atmos |
| 6   | 289    | 2      | 非公表  | 非公表  | IMAXレーザー      |
| 7   | 104    | 2      | 4.2     | 9.9     | 旧MX4D            |
| 8   | 115    | 2      | 3.6     | 8.4     |                   |
| 9   | 115    | 2      | 3.6     | 8.4     |                   |
| 10  | 235    | 2      | 5.5     | 12.8    |                   |

## デジタルインフォメーション
1階の総合受付に、国内のショッピングセンターで初めてとなる、人工知能による会話で案内業務ができる人体型ロボット「アクトロイド」が設置されている。名前は一般公募の結果、「来夢（らいむ）」と命名された。また、2階と3階には、デジタルサイネージ上で、アニメーションキャラクターが人工知能による会話で案内業務をする、無人インフォメーションカウンターも設置されている。

## 包括連携協定に基づく取り組み
日進市との地域活性化包括連携協定に基づき、日進市立図書館から借りた本を返却することができるブックポストが設置されている。

## 山田池
プライムツリー赤池の造成のため埋め立てられた農業用ため池。愛知用水の整備に伴うパイプライン化により、農業用ため池としての存在価値が低下していた。